# NBAルーキー・オブ・ザ・イヤー賞

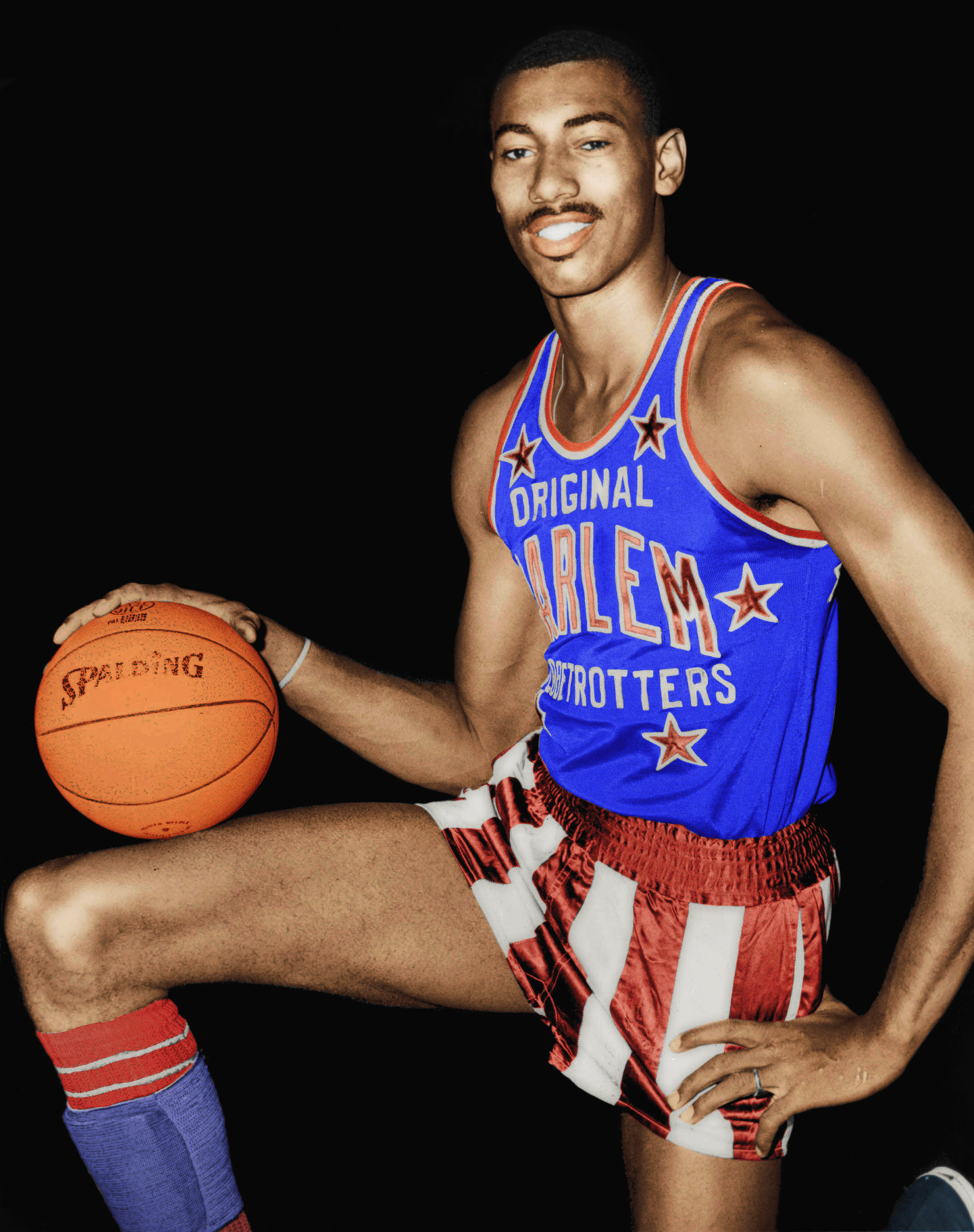
ウィルト・チェンバレン (1959–60)

ルーキー・オブ・ザ・イヤー (NBA Rookie of the Year Award) は、NBAにおいて、レギュラーシーズンで最も活躍したルーキー（新人）に贈られる賞である。1952-53シーズンに制定された。アメリカ合衆国とカナダのスポーツ記者及び放送関係者による投票で、1位票は5ポイント、2位票は3ポイント、3位票は1ポイントを獲得し、1位票の数にかかわらず、合計で1番多く得票したプレーヤーの受賞となる。得票数が同じ場合はダブル受賞となる。
20人がドラフト1位の選手で、14人が後にMVPを受賞している。25人が後に殿堂入りを果たしている。3シーズンで複数授賞となっている。
ラルフ・サンプソン、デビッド・ロビンソン、ブレイク・グリフィン、デイミアン・リラード、カール＝アンソニー・タウンズ、ビクター・ウェンバンヤマの6人が満場一致で選ばれている。
この賞の決定後、現役ヘッドコーチの投票によりNBAオールルーキーチームの栄誉が決定される。ほとんどの場合、ルーキー・オブ・ザ・イヤー受賞者が最高得票になるが、ルーキーの当たり年では、カーメロ・アンソニーやアル・ホーフォードのようにルーキー・オブ・ザ・イヤーよりも高得点で1stチームに選ばれるプレーヤーが出る場合もある。

## 歴代受賞者

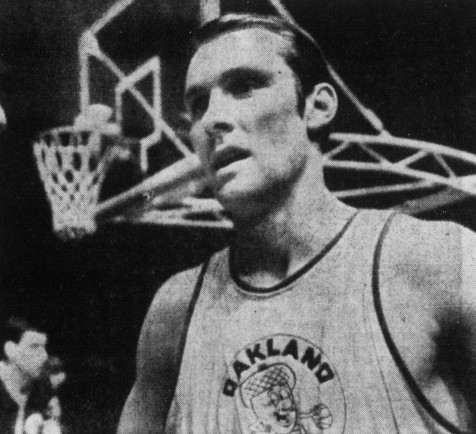
リック・バリー (1965-66)

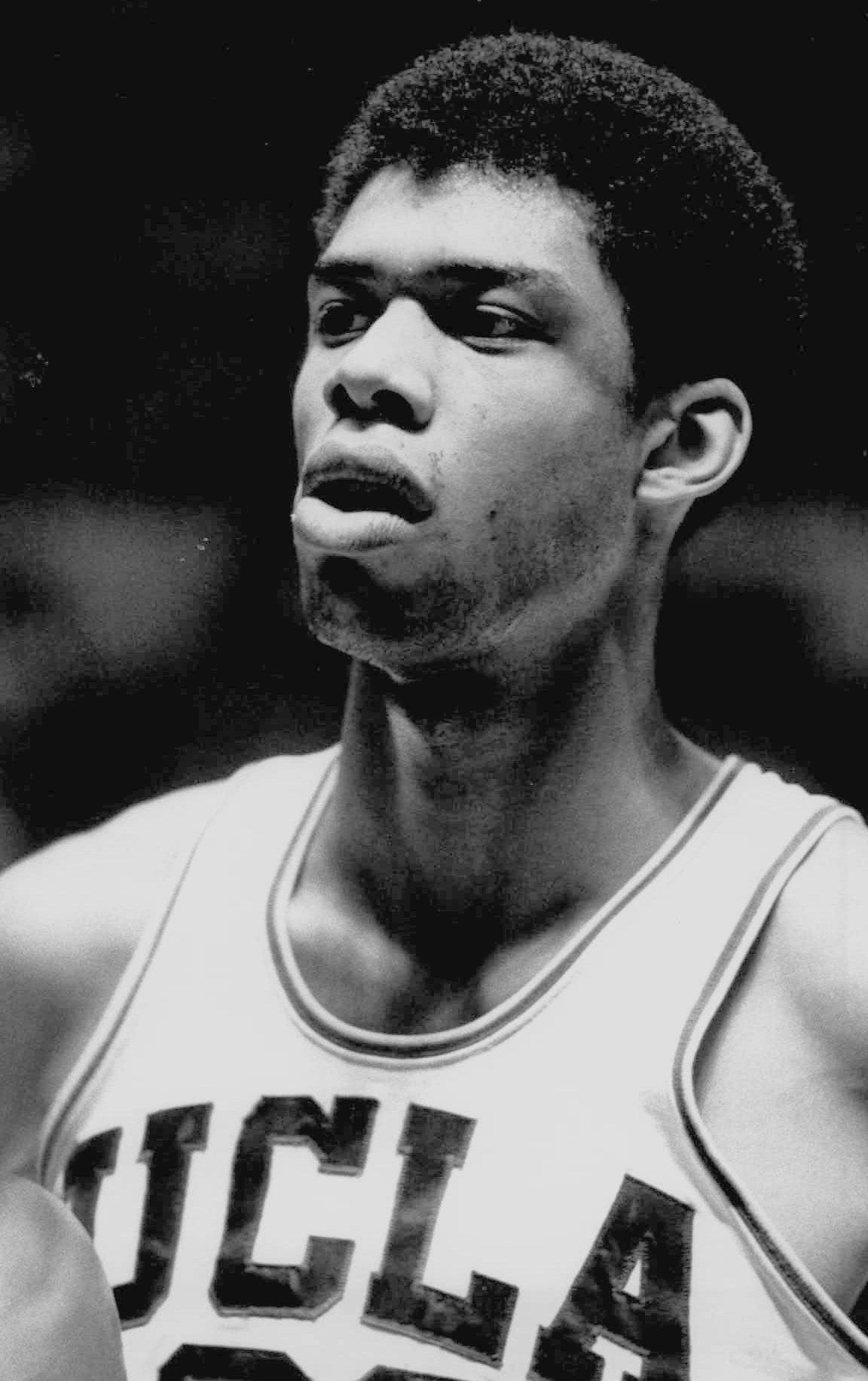
ルー・アルシンダー (1969-70)

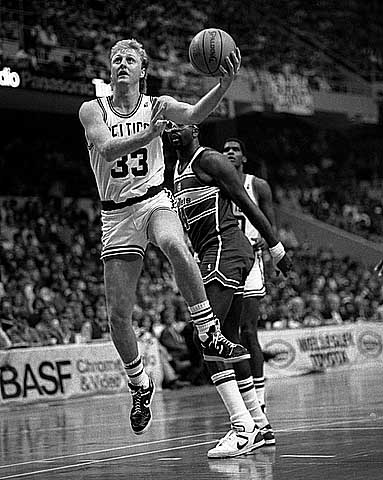
ラリー・バード (1979-80)

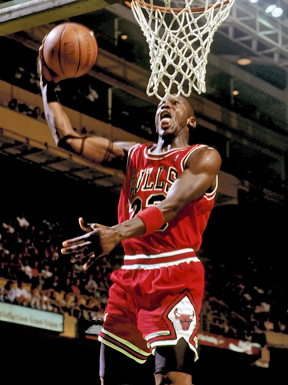
マイケル・ジョーダン (1984-85)

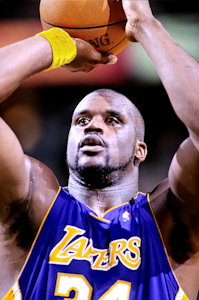
シャキール・オニール (1992–93)

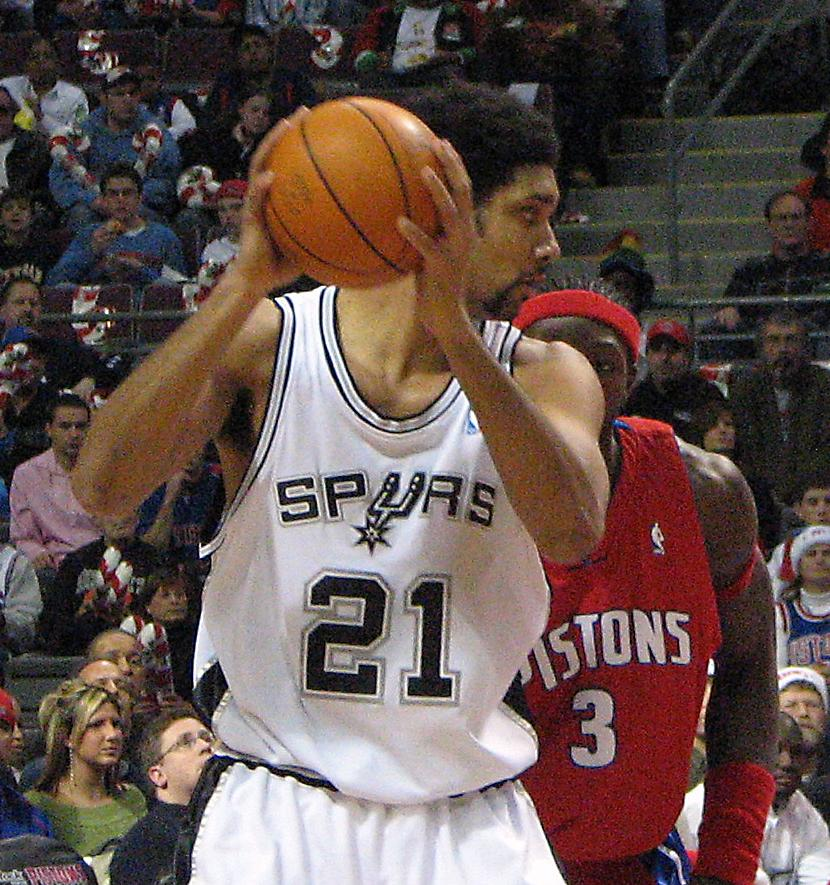
ティム・ダンカン (1997–98)

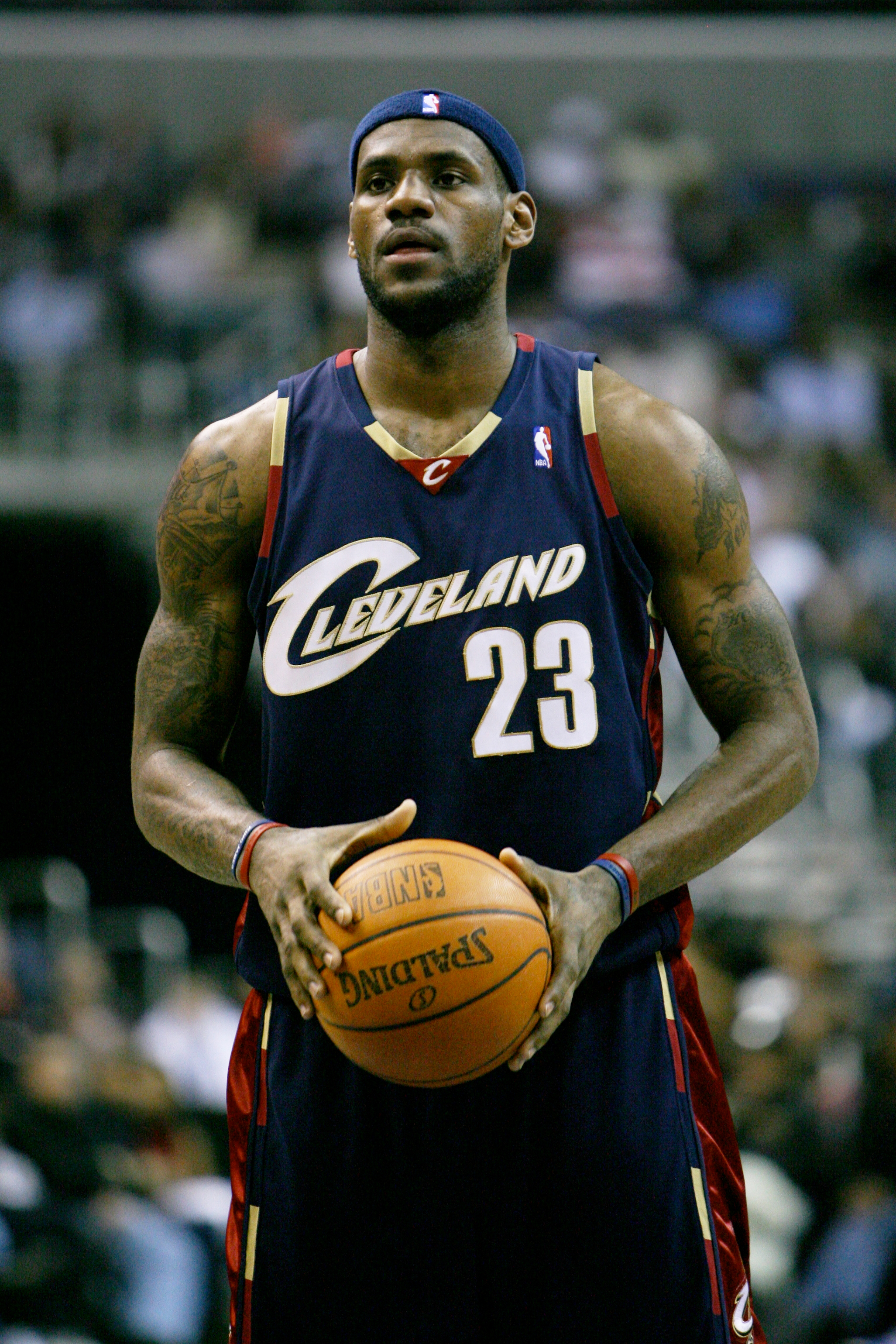
レブロン・ジェームズ (2003-04)

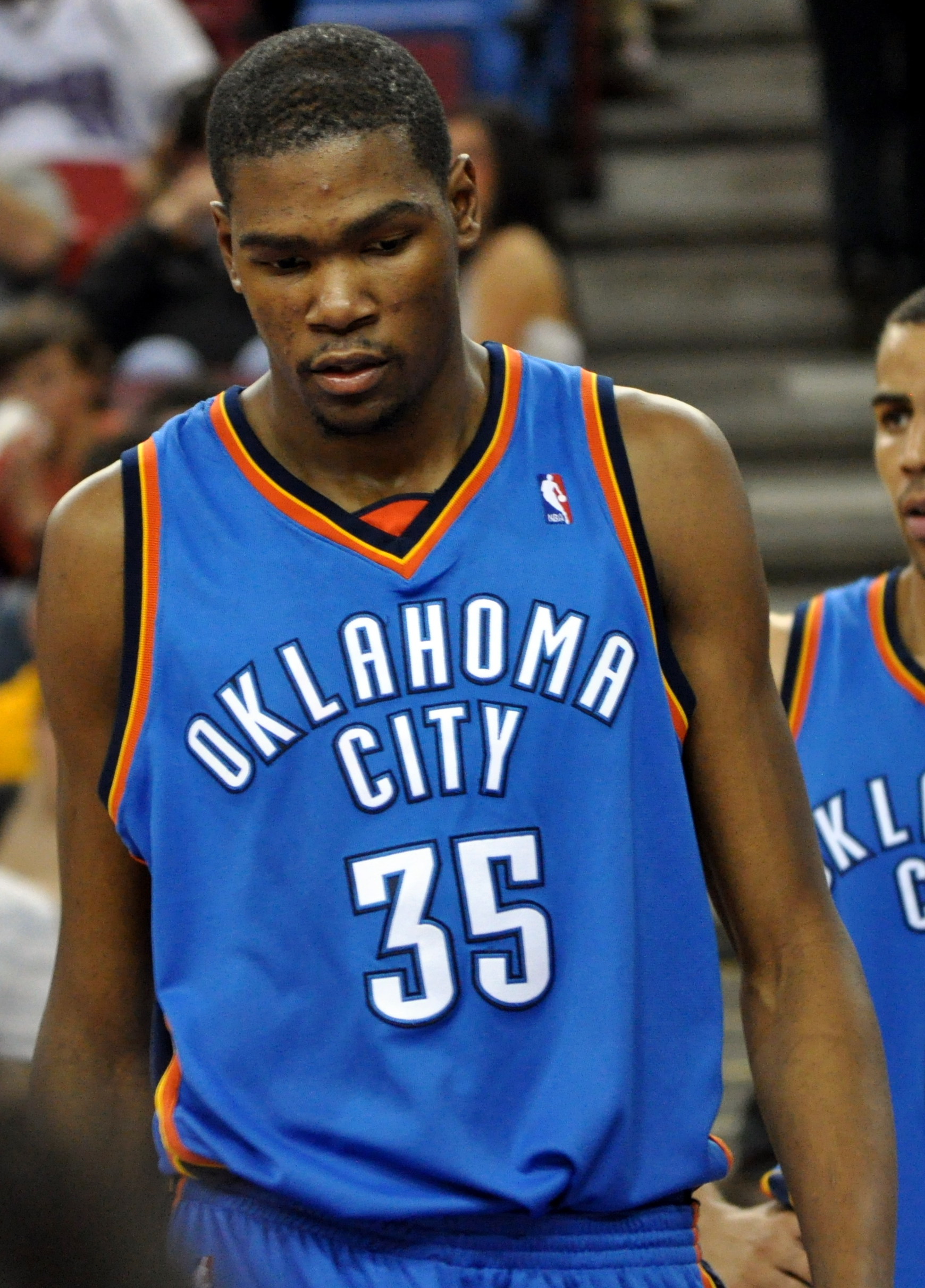
ケビン・デュラント (2007-08)

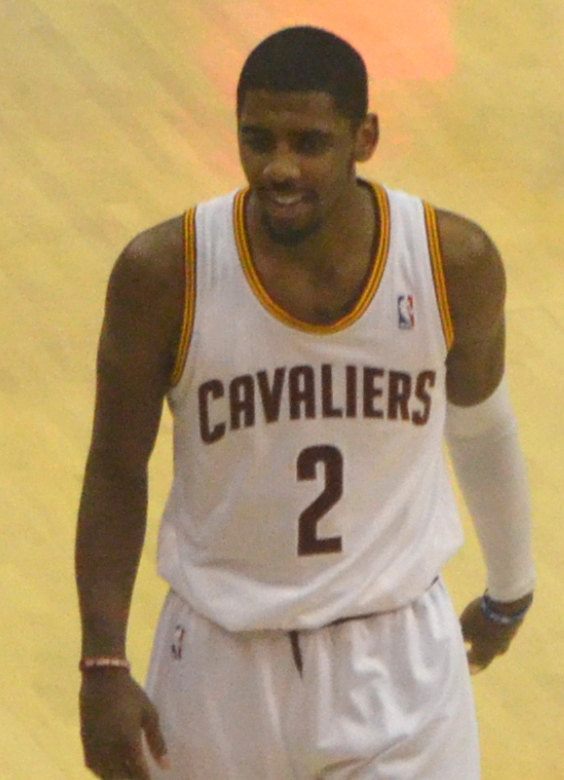
カイリー・アービング (2011-12)

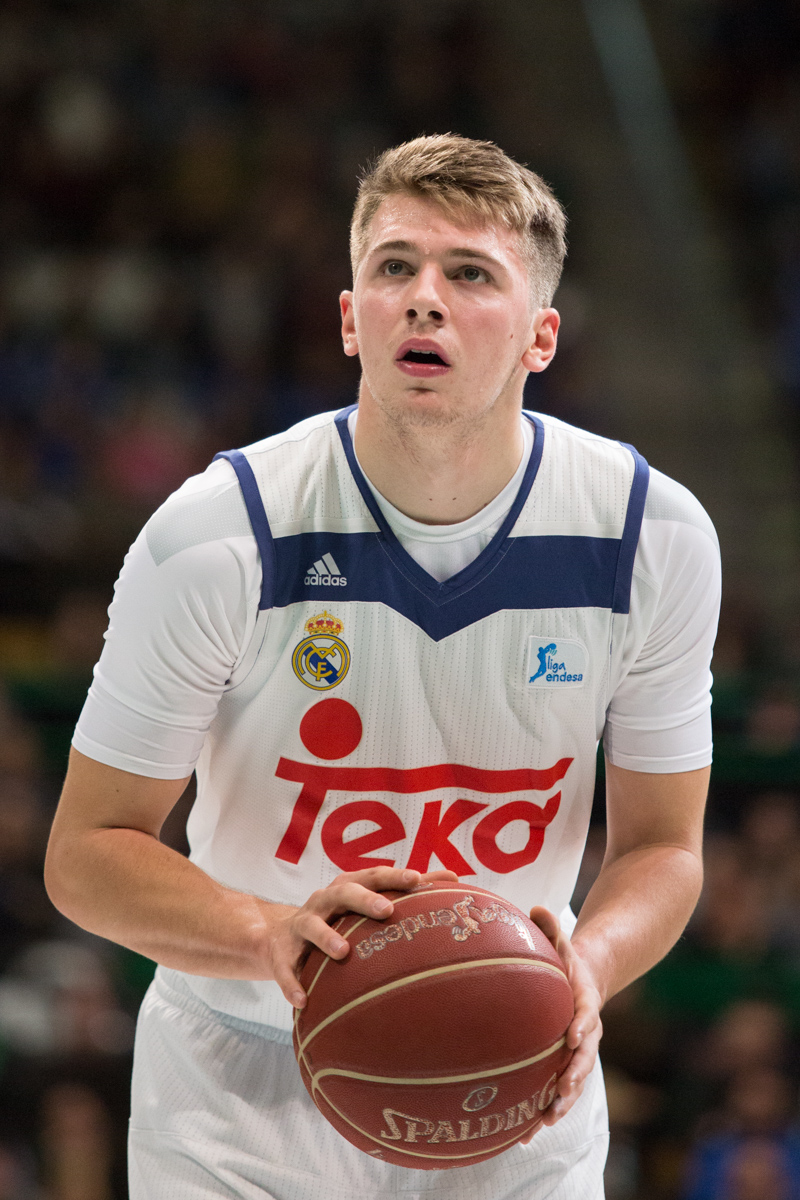
ルカ・ドンチッチ (2018-19)

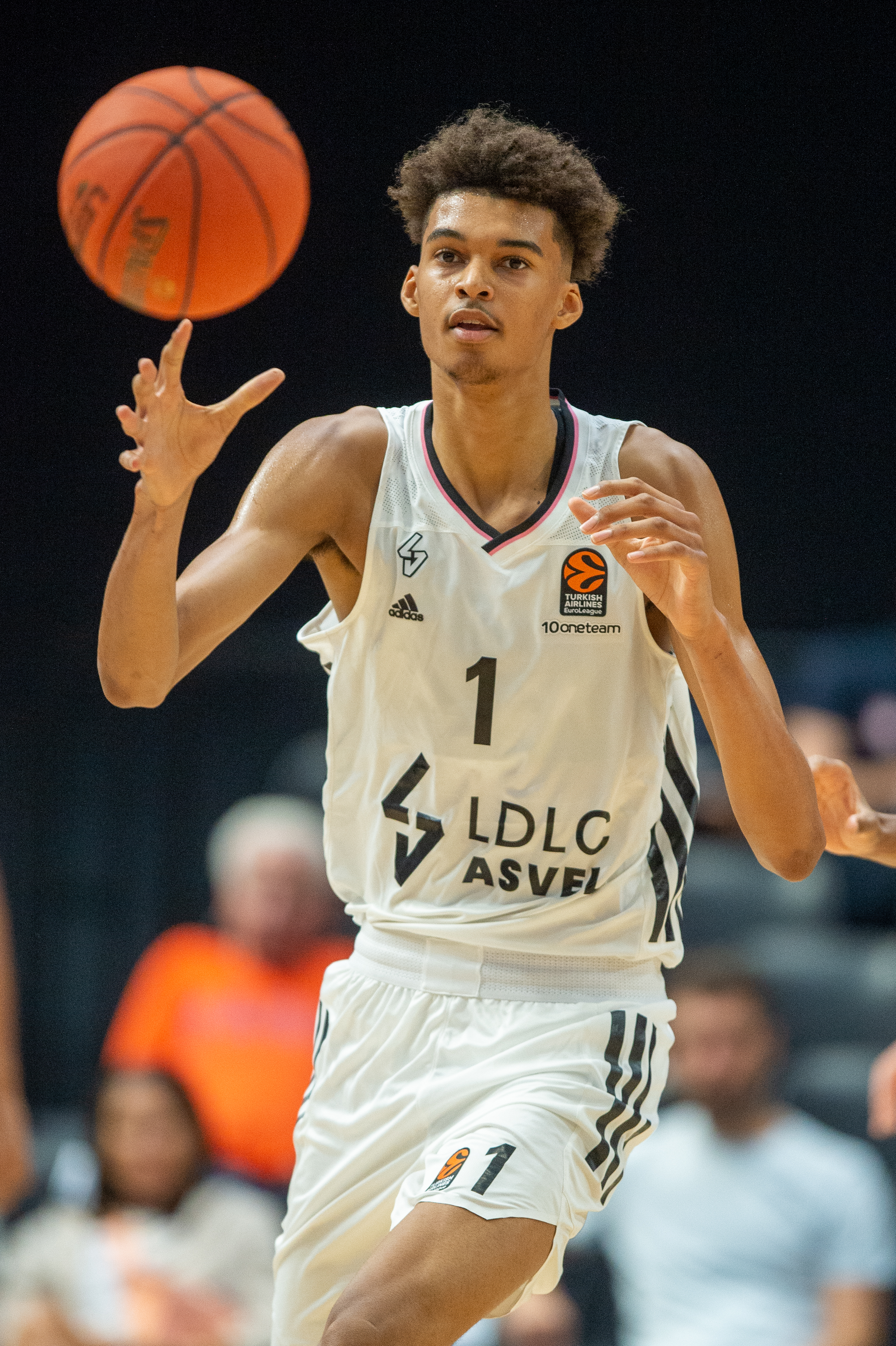
ビクター・ウェンバンヤマ (2023-24)

| *      | 殿堂入り         |
| ^      | 現役選手         |
| dagger | 満票選出         |
| #      | ドラフト指名順位 |
| T      | 地域指名         |

| シーズン | プレーヤー                        | ポジション | チーム                             | ドラフト# |
| -------- | --------------------------------- | ---------- | ---------------------------------- | --------- |
| 1952–53  | ドン・マイネケ                    | F/C        | フォートウェイン・ピストンズ       | 12        |
| 1953–54  | レイ・フェリックス                | C          | ボルティモア・ブレッツ             | 1         |
| 1954–55  | ボブ・ペティット*                 | F/C        | ミルウォーキー・ホークス           | 2         |
| 1955–56  | モーリス・ストークス*             | F/C        | ロチェスター・ロイヤルズ           | 2         |
| 1956–57  | トム・ヘインソーン*               | F          | ボストン・セルティックス           | T         |
| 1957–58  | ウッディ・ソウルズベリー          | F/C        | フィラデルフィア・ウォリアーズ     | 60        |
| 1958–59  | エルジン・ベイラー*               | F          | ミネアポリス・レイカーズ           | 1         |
| 1959–60  | ウィルト・チェンバレン*           | C          | フィラデルフィア・ウォリアーズ     | T         |
| 1960–61  | オスカー・ロバートソン*           | G          | シンシナティ・ロイヤルズ           | 1/T       |
| 1961–62  | ウォルト・ベラミー*               | C          | シカゴ・パッカーズ                 | 1         |
| 1962–63  | テリー・ディッシンガー            | F/G        | シカゴ・ゼファーズ                 | 8         |
| 1963–64  | ジェリー・ルーカス*               | F/C        | シンシナティ・ロイヤルズ           | T         |
| 1964–65  | ウィリス・リード*                 | C/F        | ニューヨーク・ニックス             | 8         |
| 1965–66  | リック・バリー*                   | F          | サンフランシスコ・ウォリアーズ     | 2         |
| 1966–67  | デイブ・ビン*                     | G          | デトロイト・ピストンズ             | 2         |
| 1967–68  | アール・モンロー*                 | G          | ボルティモア・ブレッツ             | 2         |
| 1968–69  | ウェス・アンセルド*               | C/F        | ボルティモア・ブレッツ             | 2         |
| 1969–70  | ルー・アルシンダー*               | C          | ミルウォーキー・バックス           | 1         |
| 1970–71  | デイブ・コーウェンス*             | C/F        | ボストン・セルティックス           | 4         |
| 1970–71  | ジェフ・ペトリー                  | G          | ポートランド・トレイルブレイザーズ | 8         |
| 1971–72  | シドニー・ウィックス              | F/C        | ポートランド・トレイルブレイザーズ | 2         |
| 1972–73  | ボブ・マカドゥー*                 | C/F        | バッファロー・ブレーブス           | 2         |
| 1973–74  | アーニー・ディグレゴリオ          | G          | バッファロー・ブレーブス           | 3         |
| 1974–75  | ジャマール・ウィルクス*           | F/G        | ゴールデンステート・ウォリアーズ   | 11        |
| 1975–76  | アルヴァン・アダムス              | C/F        | フェニックス・サンズ               | 4         |
| 1976–77  | エイドリアン・ダントリー*         | F/G        | バッファロー・ブレーブス           | 6         |
| 1977–78  | ウォルター・デイヴィス            | G/F        | フェニックス・サンズ               | 5         |
| 1978–79  | フィル・フォード                  | G          | カンザスシティ・キングス           | 2         |
| 1979–80  | ラリー・バード*                   | F          | ボストン・セルティックス           | 6         |
| 1980–81  | ダレル・グリフィス                | G          | ユタ・ジャズ                       | 2         |
| 1981–82  | バック・ウィリアムズ              | F/C        | ニュージャージー・ネッツ           | 3         |
| 1982–83  | テリー・カミングス                | F          | サンディエゴ・クリッパーズ         | 2         |
| 1983–84  | ラルフ・サンプソン*               | C/F        | ヒューストン・ロケッツ             | 1         |
| 1984–85  | マイケル・ジョーダン*             | G          | シカゴ・ブルズ                     | 3         |
| 1985–86  | パトリック・ユーイング*           | C          | ニューヨーク・ニックス             | 1         |
| 1986–87  | チャック・パーソン                | F          | インディアナ・ペイサーズ           | 4         |
| 1987–88  | マーク・ジャクソン                | G          | ニューヨーク・ニックス             | 18        |
| 1988–89  | ミッチ・リッチモンド*             | G          | ゴールデンステート・ウォリアーズ   | 5         |
| 1989–90  | デビッド・ロビンソン*             | C          | サンアントニオ・スパーズ           | 1         |
| 1990–91  | デリック・コールマン              | F          | ニュージャージー・ネッツ           | 1         |
| 1991–92  | ラリー・ジョンソン                | F          | シャーロット・ホーネッツ           | 1         |
| 1992–93  | シャキール・オニール*             | C          | オーランド・マジック               | 1         |
| 1993–94  | クリス・ウェバー*                 | F/C        | ゴールデンステート・ウォリアーズ   | 1         |
| 1994–95  | ジェイソン・キッド*               | G          | ダラス・マーベリックス             | 2         |
| 1994–95  | グラント・ヒル*                   | F/G        | デトロイト・ピストンズ             | 3         |
| 1995–96  | デイモン・スタウダマイアー        | G          | トロント・ラプターズ               | 7         |
| 1996–97  | アレン・アイバーソン*             | G          | フィラデルフィア・76ers            | 1         |
| 1997–98  | ティム・ダンカン*                 | F/C        | サンアントニオ・スパーズ           | 1         |
| 1998–99  | ヴィンス・カーター*               | G          | トロント・ラプターズ               | 5         |
| 1999–00  | エルトン・ブランド                | F          | シカゴ・ブルズ                     | 1         |
| 1999–00  | スティーブ・フランシス            | G          | ヒューストン・ロケッツ             | 2         |
| 2000–01  | マイク・ミラー                    | F/G        | オーランド・マジック               | 5         |
| 2001–02  | パウ・ガソル*                     | F/C        | メンフィス・グリズリーズ           | 3         |
| 2002–03  | アマレ・スタウダマイアー          | F/C        | フェニックス・サンズ               | 9         |
| 2003–04  | レブロン・ジェームズ^             | F          | クリーブランド・キャバリアーズ     | 1         |
| 2004–05  | エメカ・オカフォー                | C/F        | シャーロット・ボブキャッツ         | 2         |
| 2005–06  | クリス・ポール^                   | G          | ニューオーリンズ・ホーネッツ       | 4         |
| 2006–07  | ブランドン・ロイ                  | G          | ポートランド・トレイルブレイザーズ | 6         |
| 2007–08  | ケビン・デュラント^               | F          | シアトル・スーパーソニックス       | 2         |
| 2008–09  | デリック・ローズ^                 | G          | シカゴ・ブルズ                     | 1         |
| 2009–10  | タイリーク・エバンス              | G/F        | サクラメント・キングス             | 4         |
| 2010–11  | ブレイク・グリフィン^             | F          | ロサンゼルス・クリッパーズ         | 1         |
| 2011–12  | カイリー・アービング^             | G          | クリーブランド・キャバリアーズ     | 1         |
| 2012–13  | デイミアン・リラード^             | G          | ポートランド・トレイルブレイザーズ | 6         |
| 2013–14  | マイケル・カーター＝ウィリアムス^ | G          | フィラデルフィア・76ers            | 11        |
| 2014–15  | アンドリュー・ウィギンス^         | F/G        | ミネソタ・ティンバーウルブズ       | 1         |
| 2015–16  | カール＝アンソニー・タウンズ^     | C          | ミネソタ・ティンバーウルブズ       | 1         |
| 2016–17  | マルコム・ブログドン^             | G          | ミルウォーキー・バックス           | 36        |
| 2017–18  | ベン・シモンズ^                   | F/G        | フィラデルフィア・76ers            | 1         |
| 2018–19  | ルカ・ドンチッチ^                 | G/F        | ダラス・マーベリックス             | 3         |
| 2019–20  | ジャ・モラント^                   | G          | メンフィス・グリズリーズ           | 2         |
| 2020–21  | ラメロ・ボール^                   | G          | シャーロット・ホーネッツ           | 3         |
| 2021–22  | スコッティ・バーンズ^             | F          | トロント・ラプターズ               | 4         |
| 2022–23  | パオロ・バンケロ^                 | F          | オーランド・マジック               | 1         |
| 2023–24  | ビクター・ウェンバンヤマ^         | C/F        | サンアントニオ・スパーズ           | 1         |
| 2024–25  | ステフォン・キャッスル^           | G          | サンアントニオ・スパーズ           | 4         |

## 脚註
1. ↑  “Trail Blazers’ Brandon Roy Named 2006-07 T-Mobile NBA Rookie of the Year”. NBA.com.   Turner Sports Interactive, Inc (2007年5月3日). 2008年7月10日閲覧。
2. ↑  “Brand, Francis named NBA co-rookies of the year”.   CBC Sports (2000年11月10日). 2008年7月13日閲覧。
3. ↑  “Damian Lillard named top rookie”. ESPN.com.   ESPN Internet Ventures (2013年5月1日). 2013年5月2日閲覧。